# Robert Sarzo
Robert Sarzo (L'Avana, 6 ottobre 1958) è un chitarrista e compositore cubano naturalizzato statunitense noto per la sua militanza negli Hurricane e nella band di Ozzy Osbourne, oltre che per la sua carriera solista e l'attività di turnista.

## Biografia
Fratello di Rudy Sarzo, venne scelto nel 1982 come sostituto di Randy Rhoads nella band di Ozzy Osbourne, il quale poi preferì Brian Tormè, savo poi ripensarsi su di lui.
Dopo aver collaborato con artisti quali Robert Stigwood e Pat Benatar, nel 1985 fondò una nuova band, gli Hurricane. Rimase con gli Hurricane dal 1985 al 1989. Anche se gli Hurricane pubblicarono un album di reunion (Liquifury) nel 2001, Sarzo non partecipò a questo progetto, tuttavia, nel 2007, rientrò nella band.
Nei primi anni 2000 si specializzò come compositore. I suoi progetti attuali includono i film, "The Hiss", scritto e prodotto dalla figlia di David Lynch, Jennifer, e il film "The Collector" scritto e prodotto da Marcus Dunstan scrittore di Saw 4, 5 e 6.

## Altre attività
Ha aperto uno studio di registrazione a Sherman Oaks e sta lavorando con suo fratello, Rudy su diversi progetti. È supportato da Peavey guitars, Line 6 e ChromaCast.

## Discografia

### Da solista
- 1990 - Leader of the Banned
- 2013 - Filly Brown

### Hurricane
- 1985 - Take What You Want
- 1988 - Over the Edge

### Con Ozzy Osbourne
- 1982 -  Speak of the Devil

### Collaborazioni (parziale)
- 1975 - Take No Prisoners- David Byron
- 2011 - One Family - United Rockers for You
- 2013 - Frequency Unknown - Queensryche

### Tribute album
- 2000 - Bat Head Soup: A Tribute to Ozzy
- 2000 - Little Guitars: A Tribute to Van Halen
- 2006 - '80s Metal - Tribute to Van Halen